# Mariarosa Dalla Costa
Mariarosa Dalla Costa (Treviso, 28 de abril de 1943) es una autonomista marxista feminista italiana. Figura histórica del feminismo internacional, junto a Selma James encabezó a principios de los años setenta del siglo XX el debate sobre el trabajo doméstico y su retribución, sobre la familia como centro de producción y sobre la mujer como reproductora de la fuerza de trabajo.

## Trayectoria
Se licenció en 1967 en Jurisprudencia con una tesis en Filosofía del Derecho con el profesor Enrico Opocher y más tarde colaboró con Antonio Negri asistente de Opocher y titular de la Cátedra de la Doctrina del Estado en la Facultad de Ciencias Políticas.
Es profesora en la Facultad de Ciencias Políticas de la Universidad de Padua.
Su texto Potere femminile e sovversione sociale, que incluye el escrito de Selma James Il posto della donna, fue editado en Italia en Marsilio en marzo de 72 y en octubre del mismo año se publicó en Gran Bretaña en Falling Wall Press (Bristol). El texto lanzó el "debate sobre las tareas domésticas" al redefinir las tareas domésticas como trabajo reproductivo necesario para el funcionamiento del capital, invisibilizado por su eliminación de la relación salarial.
En 1972 en Padua, Mariarosa Dalla Costa, Selma James (Londres), Silvia Federici (Nueva York) y Brigitte Galtier (París) crearon el Colectivo Feminista Internacional para promover el debate sobre el trabajo de reproducción y coordinar la acción en varios países. En poco tiempo se creó una importante red internacional de Grupos y Comités por el Salario del trabajo doméstico (Wages for housework Groups and Committees).
Miembro de Lotta Femminista, Dalla Costa  desarrolló este análisis como una crítica inmanente del Operaísmo italiano.
Ha dedicado su carrera al estudio de la situación femenina en el desarrollo capitalista, conjugando estos estudios con la investigación sobre las condiciones ecológicas de sostenibilidad del planeta. 
Fue cofundadora del Colectivo Internacional Feminista, una organización formada Padua en 1972 para promover el debate político y la acción en torno al tema del trabajo doméstico que dio lugar a la Campaña de Salarios Internacionales por el Trabajo Doméstico.

## Pensamiento
Según la filósofa María José Guerra Palmero para Mariarosa Dalla Costa, el desafió del movimiento que defiende la igualdad entre géneros es el logro de “un nuevo tipo de desarrollo en el que la reproducción humana no esté construida sobre un insostenible sacrificio de las mujeres como parte de una estructura que solo contempla al tiempo de trabajo dentro de una intolerable jerarquía sexual”.

## Publicaciones
- The Power of Women and the Subversion of the Community (con Selma James); Bristol: Falling Wall Press, 1972[7]
- Women, Development, and Labor of Reproduction: Struggles and Movements (edited with Giovanna F. Dalla Costa); Africa World Press, 1999
- Gynocide: Hysterectomy, Capitalist Patriarchy and the Medical Abuse of Women (edited); Brooklyn: Autonomedia, 2007
- Family, Welfare, and the State: Between Progressivism and the New Deal (2015) de Mariarosa Dalla Costa y Silvia Federici
- Paying the Price: Women and the Politics of International Economic Strategy by Mariarosa Dalla Costa (Editor), Giovanna Franca Dalla Costa (Editor)

#### En Español
- Las mujeres y la subversión de la comunidad. (1971)
- El poder de la mujer y la subversión de la comunidad. Con Salma James.
- Dinero, perlas y flores en la reproducción feminista. (2009)  de Mariarosa Dalla Costa y Marta Malo de Molina. Editorial Akal